# Point Lookout Trail
Le Point Lookout Trail est un sentier de randonnée du comté de Montezuma, dans le Colorado, aux États-Unis. Situé au sein du parc national de Mesa Verde, il permet d'atteindre le sommet du Point Lookout depuis le Morefield Campground, un terrain de camping à l'entrée de l'aire protégée.